# Sophie et Virginie
Sophie et Virginie est une série télévisée d'animation franco-australienne en 52 épisodes de 26 minutes chacun, créée par Jean Chalopin, coproduite par ABC, AB Productions et C&D et diffusée en France à partir du 12 décembre 1990 sur TF1, dans l'émission Club Dorothée et rediffusée en 2011 sur Mangas. Elle est également disponible en intégralité sur la chaîne YouTube TeamKids depuis le 12 décembre 2017.

## Histoire
Les jeunes Sophie (huit ans) et Virginie (seize ans) Mercier sont deux sœurs, filles de Maurice et Caroline Mercier, un célèbre couple d'ethnologues. Tandis que leurs parents courent la planète, elles vivent une vie tranquille et riche dans leur manoir familial, sous la bonne garde de leur gouvernante Léontine et de leur chien adoré Tudor. Mais un jour, Sophie et Virginie apprennent une terrible nouvelle : leurs parents sont morts dans un accident d'avion. Désormais sans famille, elles sont placées dans un orphelinat, dirigé par Madame Lassart, une directrice juste mais sévère, où elles découvrent d'abord une vie difficile: tandis que Virginie est brimée par ses camarades, Sophie pleure l'absence de son fidèle Tudor. Heureusement la situation s'améliore ensuite : Tudor s'enfuit jusqu'à l'orphelinat, où il est pris en charge par le gardien, Sophie se lie d'amitié avec Paul, un jeune garçon de son âge, et Virginie améliore ses relations avec ses camarades, Mireille, Nathalie et Nicole.
Très vite, cependant, cela s'active autour des deux jeunes filles. De Frédéric Rochambeau, qui se dit ancien ami de Monsieur et Madame Mercier, au docteur Franck, le médecin de l'orphelinat, en passant par Julien Charon, le nouveau prof de sport, et Catherine Dupuis, une journaliste, beaucoup de monde s'intéresse étrangement à Sophie et Virginie. Et encore plus lorsque ces dernières apprennent que leurs parents ne sont peut-être pas morts...
Après bien des aventures, des rebondissements et des trahisons, Sophie et Virginie, aidées de Paul, Frédéric et Catherine, apprennent que le docteur Franck est responsable de la disparition de leurs parents, qu'elles parviennent finalement à retrouver. Le docteur Frank parvient à s'enfuir, mais tous ses complices sont arrêtés.
Mais trois ans plus tard, alors que Virginie, devenue à son tour archéologue, part, accompagnée de Sophie, Paul, Tudor, Catherine et Frédéric, en Afrique à la recherche des vestiges d'une tribu oubliée, le docteur Franck fait son retour, déterminé à se venger. Il a retrouvé la tribu perdue et, grâce à un programme de contrôle mental de sa conception, assoit sur elle, ainsi que sur les tribus environnantes, une domination totale (il est d'ailleurs appelé « Le grand maître »). Son objectif est d'asservir à leur tour Sophie et Virginie, pour que leurs parents viennent à leur secours, et qu'il puisse se venger, et surtout s'emparer de leurs brillants esprits, comme il l'a déjà fait avec nombre de professeurs dans diverses spécialités. Après de rudes aventures, au cours desquelles ils sont drogués et trahis par leur contact, Malumba, Sophie, Virginie et leurs amis, aidés par quelques Africains n'étant pas sous la coupe de Franck, comme le puissant Khartouk, parviennent à déjouer les plans de Franck et à le mettre définitivement hors d'état de nuire.

## Voix originales
- Virginie Ledieu : Virginie Mercier
- Amélie Morin : Sophie Mercier
- Éric Legrand : Frédéric Rochambeau
- Francine Lainé : Catherine Dupuis
- David Lesser : Paul (première voix)
- Adrien Antoine : Paul (seconde voix)
- Daniel Russo : Maurice Mercier (première voix)
- Michel Lasorne : Maurice Mercier (seconde voix)
- Céline Monsarrat : Caroline Mercier (première voix)
- Françoise Pavy : Caroline Mercier (seconde voix)
- Michel Gudin : le docteur Franck
- Danièle Douet : Nathalie
- Lionel Tua : Julien Charon
- Stéphanie Murat : Mireille
- Anne Kerylen : Madame Lassart
- Marie Daëms : Léontine
- Mathias Kozlowski : Katori
- Brigitte Lecordier : Boya
- Greg Germain : Dumari
- Georges Lycan : Malumba
- Jeanine Freson : Ganola
- Jean-Pierre Leroux : Antoine
- Jacques Torrens : Khartouk
  - Société de doublage : SOFI

## Fiche technique
- Créateur : Jean Chalopin
- Studios de production : ABC et C&D/KK C&D
- Années de production : 1990 - 1992
- Première diffusion : 12 décembre 1990
- Studios d'animation（saisons1） : Miyuki Production, Mook, Studio Swing
- Producteurs : Xavier Picard et Shigeru Akagawa
- Producteur exécutif : Jean Chalopin
- Réalisateurs : Bernard Deyriès et Pascal Morelli
- Scénariste : Jean Chalopin
- Personnages créés par : Bernard Deyriès
- Chara-design : Georges Domenech, Patrick Blot et Luis Ruiz
- Direction artistique : Max Braslavsky et Vincent Gassies
- Directeur de l'animation : Shigetsugu Kikawada
- Animateurs : Seiichi Kikawada, Shigeru Akagawa et Hiroshi Toita
- Storyboards : Michel Notton, Philippe Jaunatre, Bernard Deyriès, Rémy Brenot, Richard Danto, Pascal Pinon et Bruno Julier
- Musiques : Jean-François Porry et Gérard Salesses
- Interprète du générique : Dorothée

## Épisodes

### Première saison (1990)
1. Une journée surprenante
2. Seules
3. Le départ
4. Sophie
5. Une visite mystérieuse
6. Fausse piste
7. Une double chance
8. Un nouveau professeur
9. Un vent nouveau
10. Déception
11. Deux ombres dans la nuit
12. Le cadeau de Madame Lassart
13. La reine de la fête du vin
14. Un petit ange passe
15. Des nouvelles d'Afrique
16. Une nuit à Marseille
17. Le printemps dans le cœur
18. Julien disparaît
19. Une invitation de Lyon
20. Une ombre noire
21. Le piège est tendu
22. La magie noire africaine
23. Rendez-vous manqué
24. Si près l'un de l'autre
25. Ultime réunion
26. Le retour

### Deuxième saison:Aventures en Afrique(1992)
1. Une réunion de famille
2. L'annonce
3. Premiers pas en Afrique
4. Le nouveau guide
5. L'homme ensorcelé
6. Nuit dans la jungle
7. Une aide inespérée
8. La découverte
9. Les secrets des crânes
10. Découverte et danger
11. Le grand aigle
12. La terrible rencontre
13. Nouveaux amis, vieux amis
14. Un village dangereux
15. Le plan de Frédéric
16. La nuit la plus sombre
17. D'un cauchemar surgit
18. Voyage vers le maître
19. Le visage derrière le masque
20. L'évasion
21. La course éperdue
22. Le sacrifice
23. Sans retour
24. Dernier espoir
25. Sophie revient
26. Le combat final